# یوهی موریموتو
یوهی موریموتو (ژاپنی: 丸本 侑平؛ زادهٔ ۲۱ مهٔ ۱۹۹۱) یک بازیکن فوتبال اهل ژاپن است.
از باشگاه‌هایی که در آن بازی کرده‌است می‌توان به باشگاه فوتبال فوجی‌ئدا اشاره کرد.